# (21618) Sheikh
Pour les articles homonymes, voir Sheikh (homonymie).
(21618) Sheikh est un astéroïde de la ceinture principale d'astéroïdes.

## Description
(21618) Sheikh est un astéroïde de la ceinture principale d'astéroïdes. Il fut découvert le 13 mai 1999 à Socorro (Nouveau-Mexique) par le projet LINEAR. Il présente une orbite caractérisée par un demi-grand axe de 2,16 UA, une excentricité de 0,20 et une inclinaison de 2,6° par rapport à l'écliptique.

## Compléments